# Alfonso Trezza
Alfonso Trezza Hernández (Florida, Uruguay, 22 de junio de 1999) es un futbolista uruguayo que juega de extremo y su club es el F. C. Arouca de la Primeira Liga.

## Trayectoria
Alfonso inicia su carrera futbolística en el Club Atlético Florida de su ciudad natal. Posteriormente arriba a las Formativas del Club Nacional de Football, precisamente a preséptima división, la última categoría del fútbol infantil. En sus inicios debió superar dificultades debido a su baja estatura, aunque no sería impedimento ya que Alfonso logra realizar un proceso a lo largo de los años y terminaría afianzándose con la titularidad. En adelante realizó todo el recorrido de las formativas e integró el plantel campeón de la Copa Libertadores Sub-20 en el 2018. 
Con la llegada de la temporada 2020, es ascendido al primer equipo por Gustavo Munúa, nuevo entrenador de la institución y quién lo haría participar en los amistosos de verano de la pretemporada.
Su debut en Primera División se daría el 26 de agosto de 2020, ingresando a los 58´ frente a Progreso, en el estadio Gran Parque Central y por la octava fecha del Torneo Apertura. El encuentro finalizó con victoria por 2 tantos a 1. 
Con buenas actuaciones, es incluido en la lista de buena fe para la Copa Libertadores 2020, teniendo su debut en el máximo torneo continental el 17 de septiembre, en la visita a Racing Club de Avellaneda con victoria por 1-0.
El 21 de octubre de 2020 anota su primer gol oficial en Primera División en el triunfo 2-0 frente a Alianza Lima, por la última fecha de la fase de grupos de la Copa Libertadores 2020, disputado en el Gran Parque Central.
El 16 de agosto de 2023 se hizo oficial su marcha al fútbol europeo después de fichar por el F. C. Arouca portugués.

## Clubes
| Club              | País     | Año       | Partidos | Goles |
| ----------------- | -------- | --------- | -------- | ----- |
| C. Nacional de F. | Uruguay  | 2020-2023 | 139      | 12    |
| F. C. Arouca      | Portugal | 2023-act. | 64       | 7     |

Actualizado al último partido disputado el 17 de mayo de 2025.

## Palmarés

### Títulos nacionales
| Título              | Club     | País    | Año  |
| ------------------- | -------- | ------- | ---- |
| Torneo Intermedio   | Nacional | Uruguay | 2020 |
| Campeonato Uruguayo | Nacional | Uruguay | 2020 |
| Supercopa Uruguaya  | Nacional | Uruguay | 2021 |
| Torneo Intermedio   | Nacional | Uruguay | 2022 |
| Torneo Clausura     | Nacional | Uruguay | 2022 |
| Campeonato Uruguayo | Nacional | Uruguay | 2022 |

### Torneos internacionales
| Título                   | Club              | País    | Año  |
| ------------------------ | ----------------- | ------- | ---- |
| Copa Libertadores Sub-20 | C. Nacional de F. | Uruguay | 2018 |